# The Best of King Diamond
The Best of King Diamond è la quarta raccolta del gruppo musicale danese King Diamond, pubblicata il 23 settembre 2003 dalla Roadrunner Records.

## Tracce
1. The Candle – 6:43
2. Charon – 4:18
3. Halloween – 4:15
4. No Presents for Christmas – 4:22
5. Arrival – 5:27
6. A Mansion in Darkness – 4:35
7. The Family Ghost – 4:09
8. Abigail – 4:52
9. Welcome Home – 4:38
10. The Invisible Guests – 5:05
11. Tea – 5:16
12. At the Graves – 8:57
13. Sleepless Nights – 5:06
14. Eye of the Witch – 3:48
15. Burn – 3:43

## Formazione
- King Diamond - voce, tastiere
- Andy LaRocque - chitarra, tastiere
- Mike Wead - chitarra
- Hal Patino - basso
- Matt Thompson - batteria
- Livia Zita - voce addizionale